# 奥斯瓦尔德·莫斯利
奥斯瓦尔德·厄纳尔德·莫斯利爵士，第六代安科斯的莫斯利從男爵（英語：Sir Oswald Ernald Mosley of Ancoats, 6th Baronet，1896年11月16日—1980年12月3日），英国20世纪政治人物，不列颠法西斯联盟的创始人和领导者。

## 生平

### 早年
莫斯利出生于威斯敏斯特市的梅费尔，继承了家族的从男爵爵位，毕业于温彻斯特公学。1914年1月进入桑赫斯特皇家军事学院就读，但在6月因针对同学的“过分报复行为”遭到开除。
一战期间赴法国前线服役，隶属于第16女王枪骑兵团，但不久后调至皇家飞行队。莫斯利在和家人展示其飞行技能时意外坠落而受伤，造成跛足。他在1915年洛斯战役（Battle of Loos）中带伤作战，但因疼痛过度而昏迷，此后退居二线，于外交及聯邦事務部军需部门（Ministry of Munitions）就职。

### 從政初期
战争结束后，莫斯利加入保守党，1918年进入下议院，担任哈羅區代表，是下议院里最年轻的议员。担任下议院议员期间，他因极度自信、演说具煽动性而著称。
因爱尔兰政策分歧，他于1922年退出保守党，作为独立人士加入在野党派。1924年加入工党，不久后又加入独立工党，自诩为左派。1929年，工党赢得大选，莫斯利就任“蘭開斯特公爵領地事務大臣”，为不管部大臣，受命解决失业问题。
1930年，莫斯利发表《莫斯利备忘录》（Mosley Memorandum），融合了保护主义与凯恩斯主义的政策，主张征收高额关税保护英国国内制造业，遭到内阁否决，莫斯利愤而辞职、退出工党。同年另立新党（New Party），仅在1931年初的阿什顿安德莱恩补选中赢得了16%的选票。

### 領導英國法西斯運動
政治生涯并不如意的莫斯利此后决定出访意大利，在当地受墨索里尼法西斯主义影响，立场逐渐转向极右派，认为法西斯主义是英国唯一的出路。回国后，他于1932年组建不列颠法西斯联盟，最初宣称有5万名成员，于成立初期得到了《每日邮报》和《每日镜报》的支持。
1934年奥林匹克国际拉力赛，其组织的民间武装曾挑起暴动，再加上德国的纳粹主义政治风波，不列颠法西斯联盟失去了成立初期的广泛民意支持，其政治立场也越发极端化，反犹主义成为另一主流。
莫斯利与同僚、反犹主义者威廉·乔伊斯发生分歧，其强硬的反犹主义主张曾导致党员人数在1935年底降至8,000人以下。1937年，威廉·乔伊斯另立“不列颠法西斯与国家社会主义联盟”，不久后遭到警方逮捕，莫斯利谴责他为叛徒。截至1939年，党员人数回升至2萬人。
1940年，英国政府查禁不列颠法西斯联盟，莫斯利与其他740名法西斯主义者在二战期间被囚。

### 戰後
战后，莫斯利曾组织泛欧主义的“联合运动”（Union Movement），主张“欧洲国”（Europe a Nation）运动。莫斯利组织的集会常遭到各式干扰和阻碍，使得其运动的开展举步维艰。1951年，莫斯利决定离开英国，移居爱尔兰，最终迁居巴黎。
1958年诺丁山种族主义暴动发生后，莫斯利回国参加1959年大选，竞选北肯辛顿代表，主张反移民主义，要求强制遣返加勒比海移民、禁止异族通婚，最终获得7.6%的选票。
1961年，前往伦敦大学学院就英联邦内部移民问题参与了辩论，得到大卫·艾文的支持。1966年再度参与大选，竞选肖迪奇与芬斯伯里代表，获得4.6%的选票。这是莫斯利最后一次涉足政坛，此后他返回法国，于1968年出版自传《我的一生》（My Life）。
晚年罹患帕金森氏症，1980年于巴黎远郊的奧賽逝世。

## 个人生活
莫斯利曾结婚两次，第一任妻子為第一代凱德爾斯頓的寇松侯爵喬治·寇松的女兒辛西婭·寇松女勳爵，第二任妻子為米特福德姐妹之一的戴安娜·米特福德，共育有4子1女。长子第三代拉文斯代爾男爵尼古拉斯·莫斯利（Nicholas Mosley，1923－2017）继承了他的爵位，是成功的小说家。四子马克斯·莫斯利曾担任国际汽车联合会主席共16年。